# Oniichan no koto nanka zenzen suki janain dakara ne!!
Oniichan no koto nanka zenzen suki janain dakara ne!! (お兄ちゃんのことなんかぜんぜん好きじゃないんだからねっ!!, littéralement : « C'est parce que je n'aime pas du tout grand frère !! ») (aussi désigné sous le nom de « OniSuki ») est un manga de type seinen écrit et illustré par Kouichi Kusano, qui a commencé sur le service Web Comic High! de Futabasha à partir d'août 2008. Il est édité en Amérique du Nord par Seven Seas Entertainment. Il a été adapté en une série d'animes par Zexcs, diffusée au Japon entre le 9 janvier 2011 et le 27 mars 2011. Une Original Video Animation supplémentaire a été produite, ainsi qu'un CD de chansons des personnages et un mini CD de la bande originale qui ont été adaptés de l'anime.

## Synopsis
Nao Takanashi aime son frère Shūsuke en dépit du tabou de l'inceste. En voulant se débarrasser des magazines érotiques de son frère, en ne laissant que ceux traitant de l'inceste, elle tombe sur un album photo de son frère et est surprise de n'y voir aucune photo d'elle dans son enfance. Demandant des explications à ses parents, elle apprend qu'elle est en réalité adoptée, et que ses vrais parents étaient leurs amis et sont morts dans un accident. Après avoir appris la nouvelle, elle décide d'épouser son frère, car la loi japonaise autorise les frères et sœurs n'ayant aucun lien de sang à se marier. Cependant, elle veut le faire tomber amoureux sans qu'il sache qu'elle est au courant. Elle découvre également que l'amie d'enfance de son frère, Iroha Tsuchiura, et Mayuka Kondō, sa déléguée de classe, fan des mangas yaoi sont ses rivales.

## Personnages

### Personnages principaux
Shūsuke Takanashi (高梨 修輔, Takanashi Shūsuke)
Voix japonaise : Toshiyuki Toyonaga et Hiromi Igarashi (enfant)
Shūsuke, le protagoniste de l'histoire, est le fils de la famille Takanashi. Il est plutôt pervers, possède une grande collection de magazines pornographiques et ne manque jamais une occasion de prendre une culotte en photo. Récemment, il a commencé à utiliser les termes « sans trahir Nao », indiquant qu'il l'aime, ou tout du moins qu'il souhaite qu'elle le voit comme un bon grand frère. Il admet d'ailleurs qu'il a des sentiments romantiques pour Nao. Il ne sait pas que Nao a connaissance de la vérité sur leur relation et de toutes ses habitudes perverses. Shūsuke a le sommeil lourd et Nao doit le réveiller pour qu'il aille à l'école. Toutefois, cela ne la dérange pas car elle a alors l'occasion de faire des choses qu'elle ne ferait pas s'il était réveillé.
Nao Takanashi (高梨 奈緒, Takanashi Nao)
Voix japonaise : Eri Kitamura
Nao est la fille adoptive de la famille Takanashi. Elle aime secrètement son frère Shūsuke, en allant obsessivement jusqu'à tout savoir au sujet de lui. Elle a été victime d'un accident de voiture qui a tué ses parents il y a dix ans et qui lui a fait perdre la mémoire. Ce n'est que tout récemment qu'elle a appris la vérité. Elle fait de terribles efforts pour essayer d'attirer l'attention de Shūsuke, en jetant même ses magazines porno conventionnels. Elle s'énerve particulièrement contre les autres filles qui essayent de se rapprocher de lui. Son vrai nom n'est jamais mentionné et son prénom est le même que sa mère biologique décédée.
Iroha Tsuchiura (土浦 彩葉, Tsuchiura Iroha)
Voix japonaise : Marina Inoue
Iroha est l'amie d'enfance de Shūsuke, et cela avant l'adoption de Nao. Après avoir beaucoup joué au « docteur » avec lui lorsqu'ils étaient petits (ce qui était l'excuse de Shūsuke pour la voir nue), elle prétend être son amoureuse en lui faisant sans cesse des avances. Elle le harcèle en observant sa maison à l'aide d'un télescope et de lunettes de vision nocturne. Elle est même surnommée « Genuine Stalker » en raison de ses rapports très détaillés sur les actions de la dernière soirée et les activités de Shūsuke. Elle se bat fréquemment avec Nao au sujet de l'affection qu'elles portent à Shūsuke, bien qu'elles coopèrent parfois lorsqu'une autre fille attire son attention. Curieusement, malgré le fait qu'elle ait ouvertement déclaré qu'elle voulait avoir des relations sexuelles avec Shūsuke en faisant même le premier pas, celui-ci ne semble pas s'y intéresser. Cela vient peut-être du fait que Shūsuke croit que ses agissements l'ont rendue comme elle est.
Mayuka Kondō (近藤 繭佳, Kondō Mayuka)
Voix japonaise : Kazusa Aranami
Elle est la déléguée et la camarade de classe de Shūsuke. Elle a un vif intérêt pour les magazines yaoi. Lorsque Shūsuke déchire un de ses magazines par accident, elle fait de lui son « animal de compagnie ». Elle le force à acheter et à passer en revue des magazines yaoi explicites qu'elle considère comme étant un intérêt qu'elle partage avec lui. Malgré le fait qu'il croit qu'elle peut lui demander de faire quelque chose de plus pervers, elle le traite davantage comme un ami en lui faisant des bentos et en venant chez lui le réveiller pour l'école. Progressivement, ses sentiments pour Shūsuke évolue puisque ce dernier accepte apparemment ses magazines yaoi. Elle est séduite par ses tétons roses et sensibles car elle n'avait jamais vu un homme nu avant. Bien qu'elle ait fait de lui son animal de compagnie, elle n'emploie pas cela à son avantage. Même si elle admet avoir des envies de dominer Shūsuke, celui-ci perd la mémoire de l'incident d'avoir été heurté par un camion.

### Personnages secondaires
Keiichirō Kishikawa (岸川啓一郎, Kishikawa Keiichirō), Takumi Yamashiro (山代拓実, Yamashiro Takumi) et Daigo Kurosaki (黒崎大吾, Kurosaki Daigo)
Voix japonaise : Shinnosuke Tachibana, Kenta Matsumoto et Mitsuhiro Ichiki
Ensembles, ils forment le groupe des « Explorateurs de l'A.G.E (探 検隊, All Genre Ero Tankentai) ». Ils sont des amis de Shūsuke qui cherchent et partagent des matériaux pornographiques de toutes sortes. Dans l'anime, il est sous-entendu que Keiichirō puisse avoir des sentiments homosexuels envers Shūsuke, bien que ce dernier ait simplement des cauchemars en raison du traumatisme qu'il a développé en étant forcé à lire des yaoi.
Shūji Takanashi (高梨 修司, Takanashi Shūji)
Voix japonaise : Hideki Ogihara
Shūji est le père de Shūsuke qui semble avoir une partie de la nature perverse de son fils. Par exemple, lorsqu'il emmène Nanaka aller voir un film érotique lors de leur premier rendez-vous galant durant sa jeunesse ou bien lorsqu'il essaye de prendre l'un des magazines confisqués de son fils.
Nanaka Takanashi (高梨 菜々香, Takanashi Nanaka)
Voix japonaise : Sayaka Ohara
Nanaka est la mère de Shūsuke. Elle le voit toujours comme un pervers.
Hirono Kusuhara (楠原 尋乃, Kusuhara Hirono)
Voix japonaise : Ryōko Shiraishi
Hirono est une amie de Nao. Elle se demande pourquoi Iroha et Nao aiment toutes les deux Shūsuke.
Haruka Katō (加藤 春華, Katō Haruka)
Voix japonaise : Eriko Nakamura
Haruka est aussi une amie de Nao.
Shizuru (静留)
Voix japonaise : MAKO
C'est un personnage fictif provenant d'une petite fille qui emprunte la thématique d'un eroge qui appartient à Shūsuke. Elle apparaît souvent dans ses rêves pervers, habituellement lorsqu'ils sont provoqués par des expériences aux frontières de la mort.
Richika Matsuhiro (松代 莉智香, Matsuhiro Richika)
Elle est une tutrice à domicile qui a été embauchée pour aider Shūsuke à réviser pour ses examens. Ses méthodes sont un peu extrêmes car elle lui impose une limite à se masturber afin de l'obliger à se concentrer sur ses études. Elle semble amoureuse de son propre frère.

### Personnages de l'anime
Ran Yatagai (谷田貝 蘭, Yatagai Ran)
Voix japonaise : Minori Chihara
Elle est une cosplayeuse surnommée « princesse Leia ». Elle est tellement ancrée dans le rôle de son personnage qu'elle vit dans son monde, loin de la réalité. Elle entreprend apparemment de s'approcher de Shūsuke en le nommant comme « son sauveur », et en le faisant participer à beaucoup d'épreuves étranges qui seront plus tard destinées à le former dans un rôle de chevalier pour un événement cosplay.
Rin Yatagai (谷田貝 凛, Yatagai Rin)
Voix japonaise : Rina Satō
Elle est la sœur jumelle plus âgée de Ran. Elle est souvent agacée par sa sœur qui l'appelle souvent par « clone ». Bien qu'elle semble, au départ, aider Nao à arrêter les plans fous de Ran, elle se révèle être une lesbienne qui s'intéresse aux lèvres de Nao. De plus, elle semble avoir un harem de filles à son attention. À la fin, elle embrasse accidentellement Iroha et se prend d'affection pour elle.

## Médias

### Manga
Le manga, écrit et illustré par Kouichi Kusano, est publié sur le service Web Comic High! de Futabasha à partir du 29 août 2008. En août 2014, huit volumes sont sortis. Le manga est édité par Seven Seas Entertainment en Amérique du Nord depuis août 2012.

### CDs audio
Un CD de character song, dont le titre est Oniichan no Koto Nanka Zenzen Suki Janain Dakara ne!! Character Songs - Uta Nanka Zenzen Uta Itakunain Dakara ne!! (お兄ちゃんのことなんかぜんぜん好きじゃないんだからねっ!! いたくないんだからねっキャラクターソング歌なんかぜんぜん歌!!), est sorti le 13 mars 2011 sous le label de Starchild Records. Le CD contient un disque de onze chansons différentes, dont la durée totale est de cinq minutes et trente neuf secondes. De même, le DVD de Oniichan no Koto Nanka Zenzen Suki Janain Dakara ne! comprend douze épisodes de l'anime puis un CD bonus incluant les thèmes d'ouverture et de fin, et leurs versions instrumentales.

### Anime
Le manga a été adapté par Zexcs dans une série de 12 épisodes, diffusés au Japon sur Chiba TV entre le 9 janvier 2011 et le 27 mars 2011. La diffusion télévisuelle du programme inclut de nombreuses barres de censure dans chaque épisode en forme de mascottes de pingouins ou de chats obscurcissant des douzaines de scènes. Elles ont été enlevées dans les versions Blu-ray. L'animé a été réalisé par Keitaro Motonaga.
Une Original Video Animation supplémentaire a été incluse au dernier volume Blu-ray, sortie le 13 juillet 2011,. Le thème d'ouverture, intitulé Taste of Paradise est interprétée par Eri Kitamura tandis que le générique de fin, intitulé Ari Ari Future (アリアリ未来, Ari Ari Mirai), est interprétée par Kitamura, Marina Inoue et Kazusa Aranami.

#### Liste des épisodes
| No  | Titre français                                             | Titre japonais                                           | Titre japonais                                         | Date de 1re diffusion |
| No  | Titre français                                             | Kanji                                                    | Rōmaji                                                 | Date de 1re diffusion |
| --- | ---------------------------------------------------------- | -------------------------------------------------------- | ------------------------------------------------------ | --------------------- |
| 1   | Mauvais Jour Habituel d'un Frère et une Sœur               | 兄と妹のヨコシマな日常                                   | Ani to Imōto no Yokoshima na Nichijō                   | 9 janvier 2011        |
| 2   | Couettes, Attaquant Frère et Sœur                          | ツインテール、兄妹を襲撃                                 | Tsuintēru, Kyōdai o Shūgeki                            | 16 janvier 2011       |
| 3   | Un Rival Apparaît! Frère et Sœur dans le Pétrin            | ライバル出現! 兄妹大ピンチ!                              | Raibaru Shutsugen! Kyōdai Daipinchi!                   | 24 janvier 2011       |
| 4   | Si Ma Petite Sœur Portait un Maillot de Bain               | 妹が水着にきがえたら                                     | Imōto ga Mizugi ni Kigaetara                           | 31 janvier 2011       |
| 5   | Mr X Frappe le Frère                                       | ミスターX 兄襲!                                          | Misutā Ekkusu Ani Shū!                                 | 6 février 2011        |
| 6   | Le Frère Rêve de Collants Noirs                            | 兄は黒パンストの夢を見る                                 | Ani wa Kuro Pansuto no Yume o Miru                     | 13 février 2011       |
| 7   | Frère et les AKIBA des Amis                                | 兄たちのAKIBA                                            | Anitachi no AKIBA                                      | 20 février 2011       |
| 8   | Viser pour le Top du Frère                                 | 兄のトップをねらえ!                                      | Ani no Toppu o Nerae!                                  | 27 février 2011       |
| 9   | Été! Festivals! Le M:i:V du Frère et de la Sœur            | 夏だ! 祭りだ! 兄妹のM:i:V                                | Natsu Da! Matsuri Da! Kyōdai no Emu Ai Vī              | 6 mars 2011           |
| 10  | Le Frère Sauve le Monde                                    | 兄は世界を救う                                           | Ani wa Sekai o Sukū                                    | 13 mars 2011          |
| 11  | Appeler Mon Frère Depuis le Centre de la Terre             | 世界の中心で兄を叫ぶ                                     | Sekai no Chūshin de Ani o Sakebu                       | 20 mars 2001          |
| 12  | Je n'Aime Pas Mon Frère Du Tout                            | お兄ちゃんのことなんかぜんぜん好きじゃないんだからねっ!! | Oniichan no Koto Nanka Zenzen Suki Janain Dakara ne—!! | 27 mars 2011          |
| OVA | Le Journal de la Sœur sur les Habitudes Perverses du Frère | 妹より愛をこめて 兄の『性態観察記』                      | Imōto Yori Ai wo Komete Ani no "Seitai Kanatsuki"      | 16 juillet 2011       |